# (3475) Fichte
(3475) Fichte (1972 TD) – planetoida z pasa głównego asteroid okrążająca Słońce w ciągu 5,65 lat w średniej odległości 3,17 j.a. Odkrył ją Luboš Kohoutek 4 października 1972 roku.